# 久山宗彦
久山 宗彦（くやま むねひこ、1939年8月31日 - ）は、日本の宗教学者、カトリック信徒。

## 略歴
京都府生まれ。1963年上智大学文学部ドイツ哲学科卒、1967年東北大学大学院宗教学博士課程満期退学。1969年国立音楽大学講師、1971年法政大学教養部助教授、1976-1978年カイロ大学文学部日本学科客員教授。1979年法政大学教授を経て、1983年星美学園短期大学理事、1997-2001年学長。カリタス女子短期大学学長も務めた。のち群馬医療福祉大学特任教授。元「イラクの子どもたちを救う会」代表。 

## 著書
- 『イスラム世界とコプト文化』コルベ出版社 1982
- 『臨床検査技師,看護婦のためのやさしいドイツ語』中外医学社 1983
- 『神の文化と和の文化 中東の民から学んだもの』北樹出版 1985
- 『ナイル河畔の聖家族 エジプト避難の旅』フットワーク出版 1991
- 『イスラム世界の日常論理』フットワーク出版 1991
- 『コーランと聖書の対話』1993 講談社現代新書

### 共著
- 『ドイツ語 看護版』野村新共著 医学書院 1973
- 『イスラム教徒とキリスト教徒の対話 中東・北アフリカ地域に生きる人たちとの課題』ムハンマド・エッザド共著 北樹出版 2001

## 論文
- <久山宗彦